# 제8회 아시아 국제 청소년영화제
제8회 아시아 국제 청소년영화제는 2013년 11월 22일에 열린 시상식이다.

## 수상 및 후보

### 본선진출작-한국
- 귀머거리 기타리스트 - 양익준
- Travle.Travle,Travle - 지예원
- 그 해, 여름 - 황태성
- 청이 - 김정인
- 고요한 총성 - 유진훈
- 상두별곡 - 김호진